# HD 134687
HD 134687 är en dubbelstjärna belägen i den mellersta delen av stjärnbilden Vargen, som också har Bayer-beteckningen e Lupi. Den har en kombinerad skenbar magnitud av ca 4,81 och är svagt synlig för blotta ögat där ljusföroreningar ej förekommer. Baserat på parallax enligt Gaia Data Release 2 på ca 7,6 mas, beräknas den befinna sig på ett avstånd på ca 430 ljusår (ca 130 parsek) från solen. Den rör sig bort från solen med en heliocentrisk radialhastighet på ca 14 km/s. Den ingår i den ca 11 miljon år gamla undergruppen Upper Centaurus Lupus av stjärnföreningen Scorpiusen-Centaurus, den närmaste OB-föreningen till solen.

## Egenskaper
Primärstjärnan HD 134687 A är en blå till vit underjättestjärna av spektralklass B3 IV/V, som har ett spektrum med blandade egenskaper av en huvudserie- och en underjättestjärna. Den har en massa som är ca 6 solmassor, en radie som är ca 7 solradier och har ca 1 000 gånger solens utstrålning av energi från dess fotosfär vid en effektiv temperatur av ca 17 100 K.
HD 134687 är en enkelsidig spektroskopisk dubbelstjärna. Paret har en nästan cirkulär omloppsbana med en excentricitet på eller under 0,03 och en omloppsperiod på 0,901407 dygn (21,6338 h). Primärstjärnan har ett värde på a sin i av 2,735×105 km, vilket endast ger en lägre gräns för halva storaxeln a eftersom omloppsbanans lutning till siktlinjen från jorden är okänd. Konstellationen är en källa för röntgenstrålning.